# فوروخ
فوروك (Ворух) هي مدينة في ولاية صغد في طاجكستان.

## المناخ
يظهر الجدول التالي التغييرات المناخية على مدار السنة لفوروخ:
| البيانات المناخية لـفوروخ                  | البيانات المناخية لـفوروخ | البيانات المناخية لـفوروخ | البيانات المناخية لـفوروخ | البيانات المناخية لـفوروخ | البيانات المناخية لـفوروخ | البيانات المناخية لـفوروخ | البيانات المناخية لـفوروخ | البيانات المناخية لـفوروخ | البيانات المناخية لـفوروخ | البيانات المناخية لـفوروخ | البيانات المناخية لـفوروخ | البيانات المناخية لـفوروخ | البيانات المناخية لـفوروخ |
| الشهر                                      | يناير                     | فبراير                    | مارس                      | أبريل                     | مايو                      | يونيو                     | يوليو                     | أغسطس                     | سبتمبر                    | أكتوبر                    | نوفمبر                    | ديسمبر                    | المعدل السنوي             |
| ------------------------------------------ | ------------------------- | ------------------------- | ------------------------- | ------------------------- | ------------------------- | ------------------------- | ------------------------- | ------------------------- | ------------------------- | ------------------------- | ------------------------- | ------------------------- | ------------------------- |
| متوسط درجة الحرارة الكبرى °م (°ف)          | 0.0 (32.0)                | 2.1 (35.8)                | 8.6 (47.5)                | 17.0 (62.6)               | 22.4 (72.3)               | 27.9 (82.2)               | 30.7 (87.3)               | 29.7 (85.5)               | 24.8 (76.6)               | 17.0 (62.6)               | 8.5 (47.3)                | 2.3 (36.1)                | 15.9 (60.7)               |
| المتوسط اليومي °م (°ف)                     | −4.2 (24.4)               | −2.1 (28.2)               | 4.1 (39.4)                | 11.4 (52.5)               | 16.0 (60.8)               | 20.6 (69.1)               | 23.0 (73.4)               | 21.8 (71.2)               | 16.7 (62.1)               | 10.3 (50.5)               | 3.6 (38.5)                | −1.5 (29.3)               | 10.0 (49.9)               |
| متوسط درجة الحرارة الصغرى °م (°ف)          | −8.3 (17.1)               | −6.3 (20.7)               | −0.3 (31.5)               | 5.9 (42.6)                | 9.7 (49.5)                | 13.3 (55.9)               | 15.4 (59.7)               | 13.9 (57.0)               | 8.7 (47.7)                | 3.7 (38.7)                | −1.3 (29.7)               | −5.2 (22.6)               | 4.1 (39.4)                |
| الهطول مم (إنش)                            | 53 (2.1)                  | 51 (2.0)                  | 79 (3.1)                  | 71 (2.8)                  | 69 (2.7)                  | 21 (0.8)                  | 11 (0.4)                  | 4 (0.2)                   | 6 (0.2)                   | 40 (1.6)                  | 39 (1.5)                  | 51 (2.0)                  | 495 (19.4)                |
| المصدر: Climate-Data.org (altitude: 1379m) |                           |                           |                           |                           |                           |                           |                           |                           |                           |                           |                           |                           |                           |